# David Del Tredici
David Del Tredici (Cloverdale (Californië), 16 maart 1937 – Manhattan (New York), 18 november 2023) was een Amerikaans componist, muziekpedagoog en pianist.

## Levensloop
Del Tredici studeerde muziek aan de Universiteit van Californië - Berkeley en behaalde aldaar zijn Bachelor of Arts. Verder studeerde hij aan de Princeton-universiteit in Princeton (New Jersey) en behaalde zijn Master of fine Arts. Tot zijn leraren voor compositie behoorden Earl Kim, Seymour Shifrin en Roger Sessions.
Zijn vroege werken waren beïnvloed door Lewis Carrolls Alice's Adventures in Wonderland. Na de periode, waar hij seriële technieken traineerde, schreef en schrijft hij in klare tonale stijl en hij wordt betracht als vader van de Neo-romantische beweging in de muziek. Voor zijn werk In Memory of a Summer Day, het eerste deel van Child Alice ontving hij in 1980 de Pulitzerprijs. Verder werd hij onderscheiden met de Friedheim Award en hij werd tot de American Academy and Institute of Arts and Letters gekozen.
Als docent en professor in muziek was hij werkzaam aan het City College in New York. Tot zijn bekende leerlingen behoren John Coolidge Adams, Richard St. Clair en Tison Street. Zijn pianodebuut maakte hij op 17-jarige leeftijd met het San Francisco Symphony Orchestra.
Del Tredici overleed op 86-jarige leeftijd aan de gevolgen van de ziekte van Parkinson.

## Composities

### Werken voor orkest
- 1969 rev. 1976 An Alice Symphony, voor sopraan, folkgroep en orkest - tekst: Lewis Carroll "Alice's Adventures in Wonderland"; David Bates "Speak Gently"
  1. Speak Roughly/Speak Gently
  2. The Lobster Quadrille
  3. 'Tis the Voice of the Sluggard
  4. Who Stole the Tarts?
  5. Dream-Conclusion
- 1969 The Lobster Quadrille, uit "An Alice Symphony" voor sopraan, folkgroep en orkest
- 1971 rev. 1977 Adventures Underground, voor sopraan, folkgroep en orkest - tekst: Lewis Carroll "Alice's Adventures in Wonderland" en Isaac Watts "Against Idleness and Mischief"
- 1974-1975 Final Alice, voor sopraan, folkgroep en groot orkest - tekst: Lewis Carroll "Alice's Adventures in Wonderland"; William Mee "Alice Gray" en "Disillusioned" van een onbekende auteur
  1. The Trial in Wonderland
  2. Scene: Assembly of the Court -
  3. The Accusation -
  4. Alice Grows -
  5. Aria I: The Set of Verses - Recitative -
  6. Aria II: She's All My Fancy Painted Him - Recitative -
  7. Scene: The King's Muses - Recitative -
  8. Aria III: Contradictory Evidence - Recitative -
  9. Aria IV: Still More Evidence - Recitative -
  10. Fuga: Arguments in the Jury Chamber -
  11. Scene: Alice's Awakening; Remembrance -
  12. Aria V: Apotheosis: Acrostic Song
- 1977-1981 Child Alice, voor sopraan en orkest - tekst: Lewis Carroll "Alice's Adventures in Wonderland" en "Through the Looking Glass"
  1. deel I:
    1. In Memory of a Summer Day
    2. Intermission (Interlude and Ecstatic Alice)

  2. deel II:
    1. Quaint Events
    2. Happy Voices
    3. All in the Golden Afternoon
- 1980 Triumphant Alice (Marcia), uit "In Memory of a Summer Day (Child Alice, Part I)" voor orkest
- 1980-1984 Happy Voices, uit "Child Alice", deel II, voor orkest
- 1985 March To Tonality, voor orkest
  1. Marcia triste: Moderato
  2. Trio estatico: Allegro maestoso
  3. La marcia con un obbligato: Moderato
  4. Passaggio capriccioso: Andante amoroso
  5. Epilogo
- 1986 Tattoo, voor orkest
- 1990 Steps, voor orkest
- 1996 Cabbages and Kings, voor sopraan, gemengd koor, klarinetsolo, vier violen solo en orkest - tekst: Lewis Carroll
- 1997 "Classical Action" Variation, voor kamerorkest
- 1998 The Spider and the Fly, voor hoge sopraan, hoge bariton en orkest - tekst: Mary Howitt
- 1999 Dracula, voor sopraan/spreker en ensemble (klein orkest) - tekst: vanuit de autobiografie van Alfred Corn "My Neighbor, the Distinguished Count"
- 2003 Fantasy on "Nobody Knows", voor orkest
- 2005 Rip Van Winkle, voor spreker en orkest - tekst: Ray Warman, naar Washington Irving

### Werken voor harmonieorkest
- 2003 In Wartime, voor harmonieorkest
  1. Hymn
  2. Battlemarch

### Muziektheater

#### Opera's
| Voltooid in | titel           | aktes            | première                                                                     | libretto      |
| ----------- | --------------- | ---------------- | ---------------------------------------------------------------------------- | ------------- |
| 1992        | Dum Dee Tweedle | 1 akte, 5 scènes | 8 mei 2002, New York, New York City Opera VOX Series (uitsluitend: 1e scène) | Lewis Carroll |

#### Toneelmuziek
- 1997 Brother, muziek voor een theaterwerk van John Kelly
  1. I I I I I (John Kelly)
  2. Personals Ad (Allen Ginsberg)
  3. These Lousy Corridors (John Kelly)
  4. This Solid Ground / The Best By Far (John Kelly)
  5. Here (Paul Monette)
  6. Matthew Shepard (Jaime Manrique)
  7. Acrostic Song (Lewis Carroll)
  8. Brother (John Kelly)

### Werken voor koren
- 1967 rev. 1984 The Last Gospel, voor solovrouwenstem, rockgroep, gemengd koor en orkest - tekst: Bijbel (Johannes 1,1-18)
- 1982 Acrostic Song, uit "Final Alice" voor sopraan solo en gemengd koor - tekst: Lewis Carroll
- 2002 Four Heartfelt Anthems, voor gemengd koor - tekst: Robert Louis Stevenson, anonymous, Robert Burns
  1. Sabbath's Child (Proclamation)
  2. The Little Land (Barcarolle)
  3. Alphabet (Fuga)
  4. Highlands Farewell (Aria)
- 2005 Paul Revere's Ride, voor sopraan, gemengd koor en orkest - tekst: Henry Wadsworth Longfellow
  1. The Call
  2. The Wait
  3. The Ride
  4. Finale: Fugue - Chorale - Epilogue
- 2007 Queer Hosannas, voor vierstemmig mannenkoor en piano vierhandig - tekst: Antler, Muriel Rukeyser, Jaime Manrique
  1. Whitmansexual
  2. Then and Yes
  3. Carioca Boy (Tango)

### Vocale muziek
- 1958-1960 Four Songs on Poems of James Joyce, voor sopraan en piano
  1. Dove Song
  2. She Weeps Over Rahoon
  3. A Flower Given to My Daughter
  4. Monotone
- 1959 rev. 1978 Two Songs on Poems of James Joyce, voor sopraan en piano
  1. Bahnhofstrasse ("to Sophia Levy")
  2. Alone ("to Pauline Hanson")
- 1964 I Hear an Army, voor sopraan en strijkkwartet - tekst: James Joyce "XXXVI" uit "Kamermuziek"
- 1965 Night Conjure-Verse, voor sopraan, mezzosopraan (of countertenor) en kamerensemble - tekst: James Joyce, "Pomes Penyeach"
  1. Simples
  2. A Memory of the Players in a Mirror at Midnight
- 1966 Syzygy, voor sopraan, hoorn en orkest - tekst: James Joyce "Collected Poems" en "Pomes Penyeach"
  1. Ecce Puer
  2. Nightpiece
- 1968 rev. 1973 Pop-pourri, cantate voor sopraan, rockgroep, gemengd koor en orkest - tekst: Lewis Carroll "Alice's Adventures in Wonderland" en "Through the Looking Glass"; de litanie van de gezegende maagdelijkheid van Maria en de Lutherse koraal "Es ist genug"
- 1972 Vintage Alice, fantascène voor een slechte teaparty voor sopraan, folk groep en kamerorkest - tekst: Lewis Carroll, "Alice's Adventures in Wonderland"; Jane Taylor, "The star" en (traditioneel): "God Save the Queen"
- 1985 Haddocks' Eyes, voor sopraan en tien instrumenten (dwarsfluit/piccolo, klarinet, hoorn, trompet, piano en strijkers) - tekst: Lewis Carroll "The White Knight's Song" uit "Through the Looking Glass"; Thomas Moore "My Heart and Lute"
- 1982 Acrostic Song, voor hoge en middenstem en piano - tekst: Lewis Carroll
- 1987 Acrostic Song, voor sopraan en tien instrumenten (dwarsfluit, klarinet, trompet, slagwerk, piano en strijkers) - tekst: Lewis Carroll
- 1988 Lenny B, voor zangstem, viool en piano - tekst: Joel Conarroe
- 1996-1998 Chana's Story, zangcyclus van zes liederen voor sopraan en piano - tekst: Chana Bloch
  1. The Fever of Love
  2. Eating Babies
  3. Tired Sex
  4. The Stutter
  5. Clear and Cold
  6. Alone on the Mountain
- 1996-1998 Miz Inez Sez, zangcyclus van vijf liederen voor sopraan en piano - tekst: Colette Inez
  1. Alive and Taking Names
  2. The Happy Child
  3. Good News! Nilda is Back!
  4. The Beckoning
  5. Chateauneuf Du Pape, The Pope's Valet Speaks
- 1997-2007 Love Addiction, voor bariton en piano - tekst: John Kelly
- 1998-2001 Lament for the Death of a Bullfighter, zangcyclus van negen liederen voor sopraan en piano - tekst: Joshua Beckman
  1. Children
  2. A Giant Wave
  3. A Few Romances
  4. Walking
  5. Rebellion
  6. A Good Cry
  7. A Point of Contention
  8. Sweeter

Piano Interlude
- 1. David
- 1998-2002 My Favorite Penis Poems, voor bariton, sopraan en piano - tekst: Antler, Marilyn Kalett, Edward Field, Alfred Corn, Rumi, Allen Ginsberg
  1. Now You Know
  2. Die Forelle
  3. Street Instructions: At the Crotch
  4. Hot to Trot
  5. Importance of Gourdcrafting
  6. Please Master
- 1999 Three Baritone Songs, voor bariton en piano - tekst: Rumi, Michael Klein, Jaime Manrique
  1. Quietness
  2. Drinking Song
  3. Matthew Shepard
- 2000 Honey Money Loves, voor sopraan, klarinet, basklarinet, altviool, cello en contrabas - tekst: Colette Inez
- 2001 Gay Life, zangcyclus voor baritonsolo en orkest - tekst: Allen Ginsberg, Paul Monette, Thom Gunn, W. H. Kidde, Michael D. Calhoun
  1. Ode to Wildwood
  2. In the Temple
  3. Personals Ad
  4. After the Big Parade
  5. Here
  6. Memory Unsettled
- 2001 Wondrous the Merge, voor spreker/zanger (bariton) en strijkkwartet - tekst: James Broughton
- 2004 On Wings of Song, voor zangstem en piano - tekst: David Brunetti, Carla Drysdale, Edna St. Vincent Millay, Henry Francis Lyte, Edward Field
  1. I Can Change
  2. New Year's Eve
  3. Song of Loss and Pain: What Lips My Lips Have Kissed
  4. Song of Faith of Hope: Abide With Me
  5. A Visitation
- 2006 On Learning On the Clearest Night Only 6000 Stars Are Visible to the Naked Eye, voor mezzosopraan en piano - tekst: Antler
- 2007 Gay Life, zangcyclus van zes liederen voor bariton en piano (identiek met dezelfde zangcyclus met orketbegeleiding)
- 2008 A Field Manual, ouverture en vijf liederen naar gedichten van Edward Field voor sopraan, bariton, dwarsfluit, saxofoon, slagwerk, elektrische gitaar, piano / synthesizer, viool, cello, contrabas / elektrische bas
  1. Overture
  2. Sonia Henie Sonnet
  3. Old Acquaintance
  4. The Book of Sorrow
  5. Beside a Pool
  6. The Countess and Sweet Gwendolyn's Tale

### Kamermuziek
- 1959 Strijktrio, voor viool, altviool en cello
- 1994 Heavy Metal Alice, voor koperkwintet
- 2001 Grand Trio, voor viool, cello en piano
- 2003 Strijkkwartet nr. 1
- 2006 Magyar Madness, voor klarinet en strijkkwartet
  1. Passionate Knights
  2. Contentment (Interlude)
  3. Magyar Madness (Grand Rondo "a la Hongroise")

### Werken voor piano
- 1958 Soliloquy
- 1959-1960 Fantasy Pieces
- 1960 Scherzo, voor piano vierhandig
- 1984 Virtuoso Alice - Grand Fantasy on a theme from "Final Alice"
- 1996 Opposites Attract (Portrait of Virgil Thomson)
- 1998 Ballad in Yellow
- 1999 Wildwood Etude
- 2001 Wedding Song
- 2003 Three Gymnopedies
- 2004 Ballad in Lavender
- 2004 Gotham Glory
- 2006 S/M Ballade

### Werken voor harp
- 1983 Acrostic Paraphrase
- 2008 Aeolian Ballade